# Campeonato do Mundo de Hóquei em Patins Masculino de 1988
O Campeonato Europeu de 1988 foi a 28.ª edição do Campeonato do Mundo de Hóquei em Patins .

## Resultados
|      | Equipe         | Pts | J | V | E | D | GM | GS | DG  |
| ---- | -------------- | --- | - | - | - | - | -- | -- | --- |
| 1.º  | Itália         | 17  | 9 | 8 | 1 | 0 | 39 | 9  | 30  |
| 2.º  | Espanha        | 16  | 9 | 8 | 0 | 1 | 49 | 7  | 42  |
| 3.º  | Portugal       | 15  | 9 | 7 | 1 | 1 | 49 | 11 | 38  |
| 4.º  | Argentina      | 12  | 9 | 6 | 0 | 3 | 39 | 18 | 21  |
| 5.º  | Estados Unidos | 8   | 9 | 4 | 0 | 5 | 29 | 31 | -2  |
| 6.º  | Holanda        | 7   | 9 | 3 | 1 | 5 | 24 | 42 | -18 |
| 7.º  | Angola         | 5   | 9 | 2 | 1 | 6 | 17 | 43 | -26 |
| 8.º  | Alemanha       | 4   | 9 | 2 | 0 | 7 | 22 | 40 | -18 |
| 9.º  | Brasil         | 4   | 9 | 2 | 0 | 7 | 21 | 35 | -14 |
| 10.º | Moçambique     | 2   | 9 | 1 | 0 | 8 | 10 | 63 | -53 |

|                | Moçambique | Brasil | Alemanha | Angola | Países Baixos | Estados Unidos | Argentina | Portugal | Espanha | Itália |
| -------------- | ---------- | ------ | -------- | ------ | ------------- | -------------- | --------- | -------- | ------- | ------ |
| Moçambique     |            |        |          |        |               |                |           |          |         |        |
| Brasil         | 5-2        |        |          |        |               |                |           |          |         |        |
| Alemanha       | 7-0        | 2-1    |          |        |               |                |           |          |         |        |
| Angola         | 2-3        | 4-1    | 4-1      |        |               |                |           |          |         |        |
| Holanda        | 6-3        | 3-2    | 5-2      | 3-3    |               |                |           |          |         |        |
| Estados Unidos | 4-1        | 1-4    | 7-4      | 6-1    | 3-2           |                |           |          |         |        |
| Argentina      | 8-0        | 6-2    | 5-4      | 7-2    | 7-3           | 6-1            |           |          |         |        |
| Portugal       | 16-0       | 8-3    | 4-1      | 5-0    | 8-1           | 4-3            | 2-0       |          |         |        |
| Espanha        | 8-0        | 4-1    | 7-0      | 12-0   | 8-1           | 4-2            | 3-0       | 2-1      |         |        |
| Itália         | 7-1        | 5-2    | 7-1      | 5-1    | 6-0           | 5-2            | 1-0       | 1-1      | 2-1     |        |